# Mexikanische Expedition

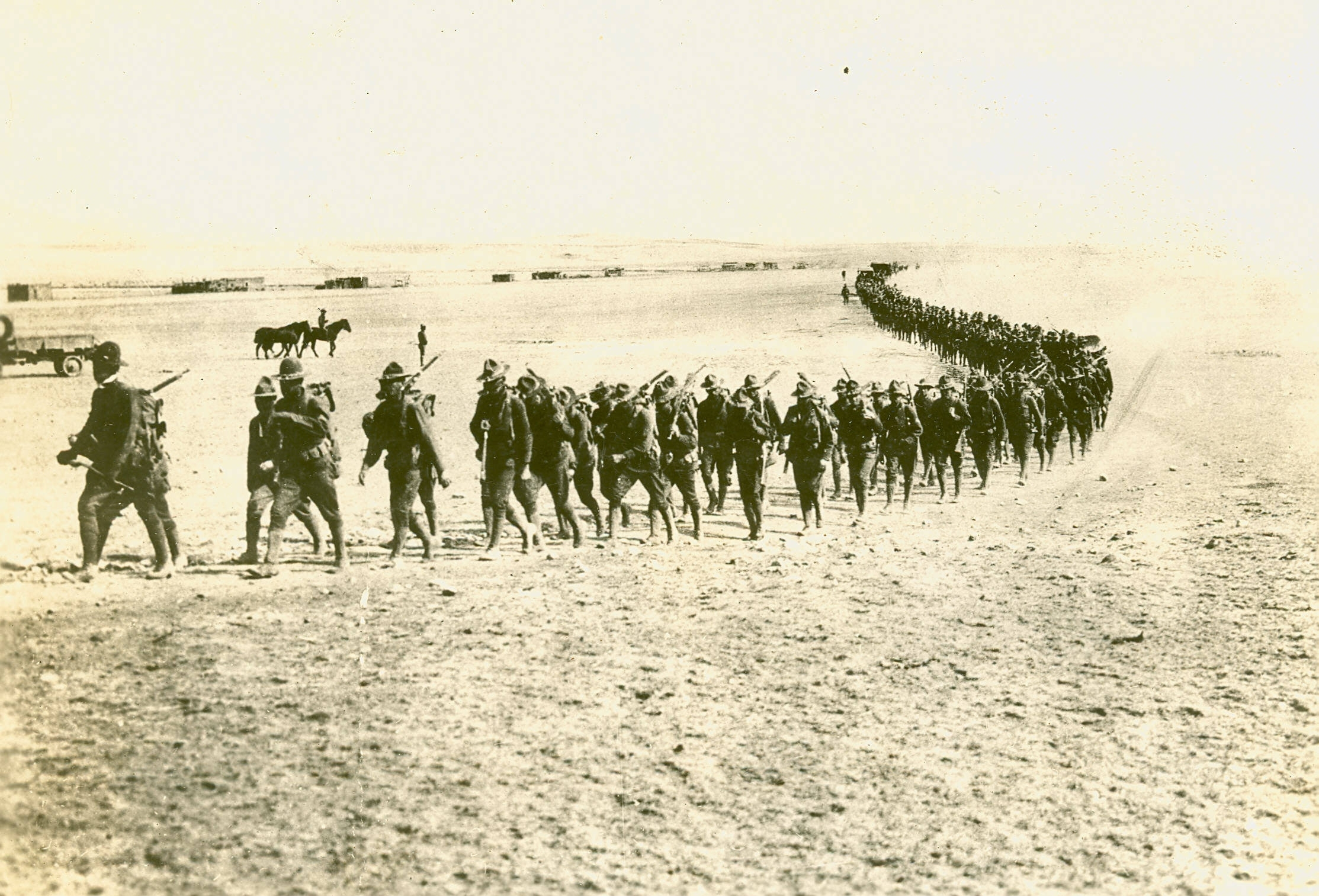
Soldaten der US-„Strafexpedition“ auf dem Marsch; Foto aus dem Jahr 1916

Die Mexikanische Expedition (englisch Mexican Expedition), auch als Strafexpedition (englisch Punitive Expedition) oder Pancho-Villa-Expedition (englisch Pancho Villa Expedition) bezeichnet, war eine zwischen 14. März 1916 und 7. Februar 1917 durchgeführte militärische Operation des US-Heeres im nordmexikanischen Bundesstaat Chihuahua.
Guerrero – Agua Caliente – La Joya – Parral – Río Verde – Tomochic – Ojos Azules – Rubio – Alamíos – Santa Clara Canyon – Carrizal

## Hintergrund und Verlauf
Der Einmarsch der von General John J. Pershing (1860–1948) kommandierten US-Streitkräfte in diesen Teil Mexikos erfolgte als Reaktion der Vereinigten Staaten auf den von Einheiten des mexikanischen Revolutionsführers Pancho Villa (1878–1923) verübten Überfall auf die kleine Garnisonsstadt Columbus im US-Bundesstaat New Mexico am 9. März 1916.
Die an der „Strafexpedition“ beteiligten US-Truppenteile hatten den Auftrag, Pancho Villa und jene seiner Männer, die sich am Überfall auf Columbus beteiligt hatten, zu fassen bzw. „unschädlich“ zu machen. Bis Juni 1916 gelang es den US-Verbänden in mehreren Gefechten und Scharmützeln, die am Überfall auf Columbus Beteiligten und danach in kleinen Verbänden operierenden Villistas beträchtlich zu dezimieren; sie schafften es aber nicht, Villa gefangen zu nehmen oder zu töten. Die Präsenz US-amerikanischer Soldaten auf mexikanischem Territorium ließ dort nicht nur Villas Popularität wieder ansteigen, sondern sorgte auch für einen Dauerkonflikt mit der mexikanischen Regierung unter Staatschef Venustiano Carranza (1859–1920), der die US-Regierung wiederholt zum Rückzug ihrer Streitkräfte aufforderte.
Bewaffnete Zusammenstöße mexikanischer und US-amerikanischer Heeresverbände bei Parral (12. April) und bei Carrizal (21. Juni) im Municipio Ahumada, beide im Bundesstaat Chihuahua gelegen, mit Toten und Verwundeten auf beiden Seiten, brachten die beiden Staaten schließlich an den Rand eines Krieges. Obwohl es daraufhin von US-amerikanischer Seite zu einer deutlichen Reduzierung der Truppenbewegungen und einem Rückzug der besonders exponierten Militäreinheiten kam, blieben die US-Streitkräfte weiterhin in Mexiko präsent. Erst das unmittelbar bevorstehende Eingreifen der Vereinigten Staaten in den Ersten Weltkrieg veranlasste die US-Regierung im Februar 1917, ihre Truppen aus Mexiko abzuziehen. Als sich ein Kriegseintritt der Vereinigten Staaten auf Seiten der Alliierten abzuzeichnen begann, versuchte die kaiserlich-deutsche Regierung die antiamerikanische Stimmung in Mexiko auszunutzen und Mexiko zum Krieg gegen die Vereinigten Staaten zu bewegen, was jedoch nach Entschlüsselung der sogenannten Zimmermann-Depesche den Kriegseintritt der Vereinigten Staaten noch beschleunigte.

## Beteiligte Einheiten des US-Heeres
Die zur Verfolgung der Villistas anfangs abkommandierten Verbände und Einheiten des US-Heeres waren zu einer so genannten Provisional Division zusammengefasst, die die Bezeichnung Punitive Expedition, U.S. Army trug und wie folgt gegliedert war:
- First Provisional Cavalry Brigade unter Oberst James Lockett, bestehend aus:
  - 11th Cavalry Regiment
  - 13th Cavalry Regiment
  - Battery C, 6th Field Artillery Regiment.
- Second Provisional Cavalry Brigade unter Oberst George A. Dodd, bestehend aus:
  - 7th Cavalry Regiment
  - 10th Cavalry Regiment
  - Battery C, 6th Field Artillery Regiment.
- First Provisional Infantry Brigade unter Oberst John H. Beacom, bestehend aus:
  - 6th Infantry Regiment
  - 16th Infantry Regiment
  - Cos. E und H, 2nd Battalion of Engineers.
- Ambulance Company Number 7 und Field Hospital Number 7.
- Detachements des United States Army Signal Corps und die 1st Aero Squadron.
- Wagon Company Number 1 und Wagon Company Number 2.

Der Umfang der oben genannten Einheiten betrug zunächst rund 4.800 Mann, erhöhte sich in der Folgezeit aber auf etwa 10.000 Mann, da auch das 5th Cavalry Regiment, das 17th Infantry Regiment, das 24th Infantry Regiment, Genietruppen und Teile weiterer Einheiten nach Mexiko in Marsch gesetzt wurden.

### Wissenschaftliche Werke
- James W. Hurst: Pancho Villa and Black Jack Pershing. The Punitive Expedition in Mexico. Praeger Publishers, Westport 2008, ISBN 978-0-313-35004-7.
- Joseph Allen Stout, Jr.: Border conflict. Villistas, Carranzistas and the Punitive Expedition, 1915–1920. Texas Christian University Press 1999, ISBN 978-0-87565-200-9.

### Belletristik
- David Morrell: Massaker. Deutsche Übersetzung von Jürgen Bürger. Wilhelm Heyne Verlag GmbH & Co. KG, München 1988, ISBN 3-453-00758-1 (US-amerikanischer Originaltitel: Last Reveille; 1977)